# Deval Patrick
Deval Laurdine Patrick (ur. 31 lipca 1956 w Chicago, Illinois) – amerykański polityk związany z Partią Demokratyczną. Od 2007 do 2015 roku był gubernatorem stanu Massachusetts.
14 listopada 2019 r. ogłosił swój udział w prawyborach Partii Demokratycznej. Według sondażu stacji WBUR-FM jego poparcie wahało się w okolicach 1% wszystkich głosów. Oficjalnie kampanię prezydencką zakończył 12 lutego 2020 r., czym wycofał swoją kandydaturę.